# Oberea pseudopascoei
Oberea pseudopascoei är en skalbaggsart som beskrevs av Stefan von Breuning 1950. Oberea pseudopascoei ingår i släktet Oberea och familjen långhorningar. Inga underarter finns listade i Catalogue of Life.